# Neocogniauxia
Neocogniauxia är ett släkte av orkidéer. Neocogniauxia ingår i familjen orkidéer.
Kladogram enligt Catalogue of Life:
| Neocogniauxia | \| \| Neocogniauxia hexaptera \| \| \| \| \| \| Neocogniauxia monophylla \| \| \| \| |
|               | \| \| Neocogniauxia hexaptera \| \| \| \| \| \| Neocogniauxia monophylla \| \| \| \| |
|               | Neocogniauxia hexaptera                                                              |
|               |                                                                                      |
|               | Neocogniauxia monophylla                                                             |
|               |                                                                                      |

## Bildgalleri

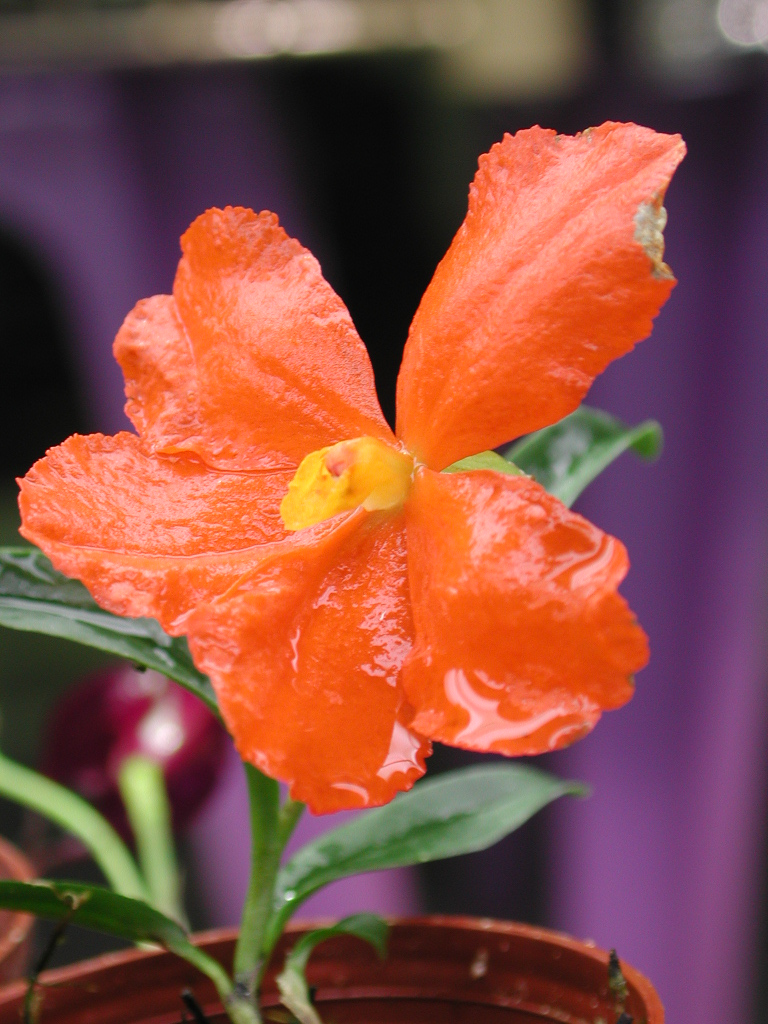